# Xian autonome mulao de Luocheng
Le xian autonome mulao de Luocheng (罗城仫佬族自治县 ; pinyin : Luóchéng mùlǎozú Zìzhìxiàn) est un district administratif de la région autonome du Guangxi en Chine. Il est placé sous la juridiction de la ville-préfecture de Hechi.

## Démographie
La population du district était de 354 838 habitants en 1999.